# 大果木姜子
大果木姜子（学名：Litsea lancilimba）为樟科木姜子属下的一个种。